# Muzeul Zidului Berlinului

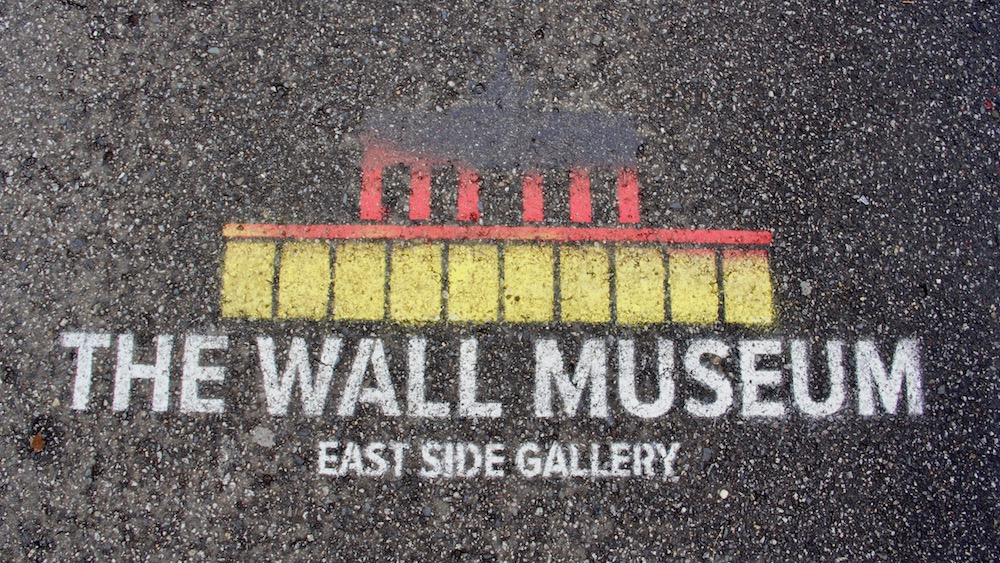

Muzeul zidului Berlinului este un  muzeu deschis în anul 2016 la East Side Gallery. Oferă o expoziție multimedia unică despre istoria Zidului Berlinului atât pentru berlinezi cât si pentru vizitatorii Berlinului.
Este primul și singurul muzeu al zidului cu explicații concrete despre istoria zidului Berlinului. De la începuturile pana la separarea oamenilor, opresiunea și soarta tuturor victimelor zidului, dezvoltarea și procesul de cădere al zidului, puternic iluminat cu mărturii contemporane. Cu declarații originale ale lui Mihail Gorbaciov, Miklos Nemeth și alții.
Pe o suprafată totală de 69 m², numeroase evenimente istorice și destine sunt prezentate în 69 camere amenajate în mod chronologic, care au influiențat războiul rece din Germania, dar maiales războiul din Berlin.

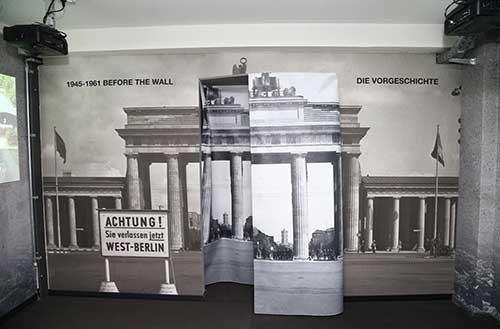
Despre Berlin înainte de ridicarea zidului

Muzeul este situat chear lânga Galeria East Side la Mühlenspeicher, pe strada Mühlenstrasse nr. 78-80 Berlin-Friedrichshain și ușor accesibil cu mijloacele de transport în comun sau cu mașina. Cele mai apropiate stații de tren și metrou sunt S- și U-bahn Warschauer Str. și U-bahn Schlesisches Tor. De reținut că parcarea de pe Mühlenstrasse este limitată.
Deschiderea muzeului a fost anunțată de laureatul premiului Nobel pentru pace Mihail Gorbaciov, în timp ce vizita Berlinul în toamna aniversării zilei caderii zidului berlinului în noiembrie 2014 la Checkpoint Charlie. Locația sa permanentă este într-un fost depozit din Galeria East Side, o zonă a fostului Zid și faimosul Pod Oberbaum în districtul Berlin-Friedrichshain. Acesta este primul și singurul muzeu al zidului care spune istoria completă despre motivele pentru care a fost construit zidul, cat si căderea sa în zilele dramatice din noiembrie 1989, când lumea sa schimbat de la o zi la alta.
Muzeul The Wall Museum este unic atât în conținutul său, cât și în prezentarea acestuia, prezentând istoria zidului, de la construirea zidului Berlinului până la evenimentele istorice care au condus la căderea zidului. Pe mai mult de 100 de ecrane, filme și proiectoare sunt reproduse evenimentele din timpul razboiului rece. Folosind filme și alte materiale, expoziția ghidează vizitatorii printr-un total de 13 săli de spectacol, de la sfârșitul celui de-al II-lea război mondial, până la divizarea Germaniei și despre Walter E. P. Ulbricht (liderul Germaniei de Est), realitățile brutale ale zidului și construcția sa, cu mixuri de beton, fire ghimpate și primele elemente de perete originale.
Printre altele, expoziția folosește interviuri de film cu victime, care trebuiau să-și părăsească apartamentele cu doar câteva ore de avertisment, precum și mărturii ale gardienilor de patrulare de la frontieră, care au dislocat oameni și au împușcat pe cei care încercau să treacă peste zid. Muzeul povestește despre modul în care zidul a schimbat viețile oamenilor; povestește modul în care oamenii au încercat să-l traverseze și au fost împușcați. Explică sofisticata "zonă de moarte" de-a lungul Zidului. Bazându-se pe contextul mai larg al Războiului Rece, muzeul prezintă, de asemenea, confruntarea tancurilor de la Checkpoint Charlie, care ar fi putut declanșa un al treilea război mondial - și îl onorează pe eroul care a împiedicat un război mondial nuclear în 1983. 
Vizitatorii pot afla despre contextul politic și momentele decisive care au dus la căderea Zidului și re-unificarea Germaniei; printre acestea se numără plecarea liberă a refugiaților est-germani în ambasada vest-germană de la Praga la 30 septembrie 1989, precum și demonstrația de luni care a avut loc la Leipzig la 9 octombrie 1989.
Căderea Zidului a fost cea mai mare revoluție pașnică din istoria omenirii.
Expoziția folosește surse istorice, precum și interviuri, instalări, proiecții multimedia și filme. Textul și explicațiile vor fi atât în limba germană, cât și în engleză, vizual și audio.
Începutul expoziției se referă la perioada postbelică, împartirea temporară a Germaniei de catre puterile victorioase și intărirea consecventș a relației dintre est și vest care a dus în cele din urma la intemeierea RFG și RDG, precum și prima înființare a unui zid în jurul Berlinului de vest. În cadrul expoziției se pot vedea efectele divizării tematice și clarificarea  mentalității respective. Există o amintire constantă a victimelor zidului și maiales a copiilor care au murit la zid.
În cele din urma privirea este întoarsa spre exterior expliând conflictul global dintre est și vest și razboiul rece în centrul sau forța motrice a diviziei germane. Ulterior sunt prezentate personalităti, și în special contribuțiile acestora la politica de detenție, care în cele din urma au dus la reunificare.
In ultima treime a expoziției sunt explicații ale evenimentelor din 1989 1990 și un spațiu dedicat muzicienilor și artiștilor bine cunoscuți.